# Petrus Marmagen
Petrus Marmagen (* in Marmagen; † 1604 in Arnstein a. d. Lahn) war Abt der Prämonstratenserabtei Arnstein an der Lahn.
Petrus Marmagen trat 1592 sein Amt als Abt an. Zur Unterscheidung von gleichnamigen Vorgängern wurde ihm der Name seines Geburtsortes Marmagen angehängt, also Peter III. Marmagen.
Sein Wirken ist im ersten Band der Annales ordinis Praemonstratensis (Nancy 1734) des Abtes Charles Louis Hugo von Étival beschrieben. Er war der 27. Abt des Arnsteiner Prämonstratenserkonvents und der dritte, der den Namen des Apostels Petrus trug. Zu seinen großen Leistungen wird gezählt, dass er die Abtei, nachdem das Haus Nassau zum Protestantismus übergetreten war, sicher unter die Schirmherrschaft des Erzstiftes Trier führte.